# Landesgartenschau Tirschenreuth 2013
Die Gartenschau Natur in Tirschenreuth war eine regionale Gartenschau in Bayern, die vom 29. Mai bis zum 25. August 2013 in Tirschenreuth in der Oberpfalz stattfand.
Sie wurde rund um den Fischhof auf einer ehemaligen Brach- und Industriefläche angelegt.

## Geschichte

### Bewerbung
Im Oktober 2004 wurde im Tirschenreuther Stadtrat einstimmig die Unterstützung für die Bewerbung zur Ausrichtung der Gartenschau „Natur in Tirschenreuth 2013“ beschlossen. Zuvor war die Stadt bereits zweimal mit ihrer Bewerbung gescheitert. Im April 2007 besuchte die Bewertungskommission die Stadt und besichtigte das vorgesehene Gelände. Am 13. April 2007 erhielt die Stadt Tirschenreuth vom Vergabeausschuss der Gesellschaft zur Förderung der bayerischen Landesgartenschauen mbH den Zuschlag für „Natur in Tirschenreuth 2013“.

### Bauarbeiten
Die Ausschreibung für die Gesamtplanung der Veranstaltung begann im April 2009. Unter den 20 eingereichten Arbeiten aus Deutschland und der Schweiz ging das Büro geskes.hack Landschaftsarchitekten aus Berlin Mitte 2009 als Sieger hervor. Das zuvor durch den Landschaftsarchitekten Martin Rist erstellte Grobkonzept, an das sich die Teilnehmer des Wettbewerbs halten mussten, beinhaltete die Eckdaten für die Planung der Gartenschau „Natur in Tirschenreuth“.
Noch vor dem eigentlichen Baubeginn der Arbeiten für die Veranstaltung „Natur in Tirschenreuth 2013“ wurde Ende 2009 mit der Sanierung der Fischhofbrücke begonnen. Die Kosten hierfür betrugen rund 930.000 Euro.

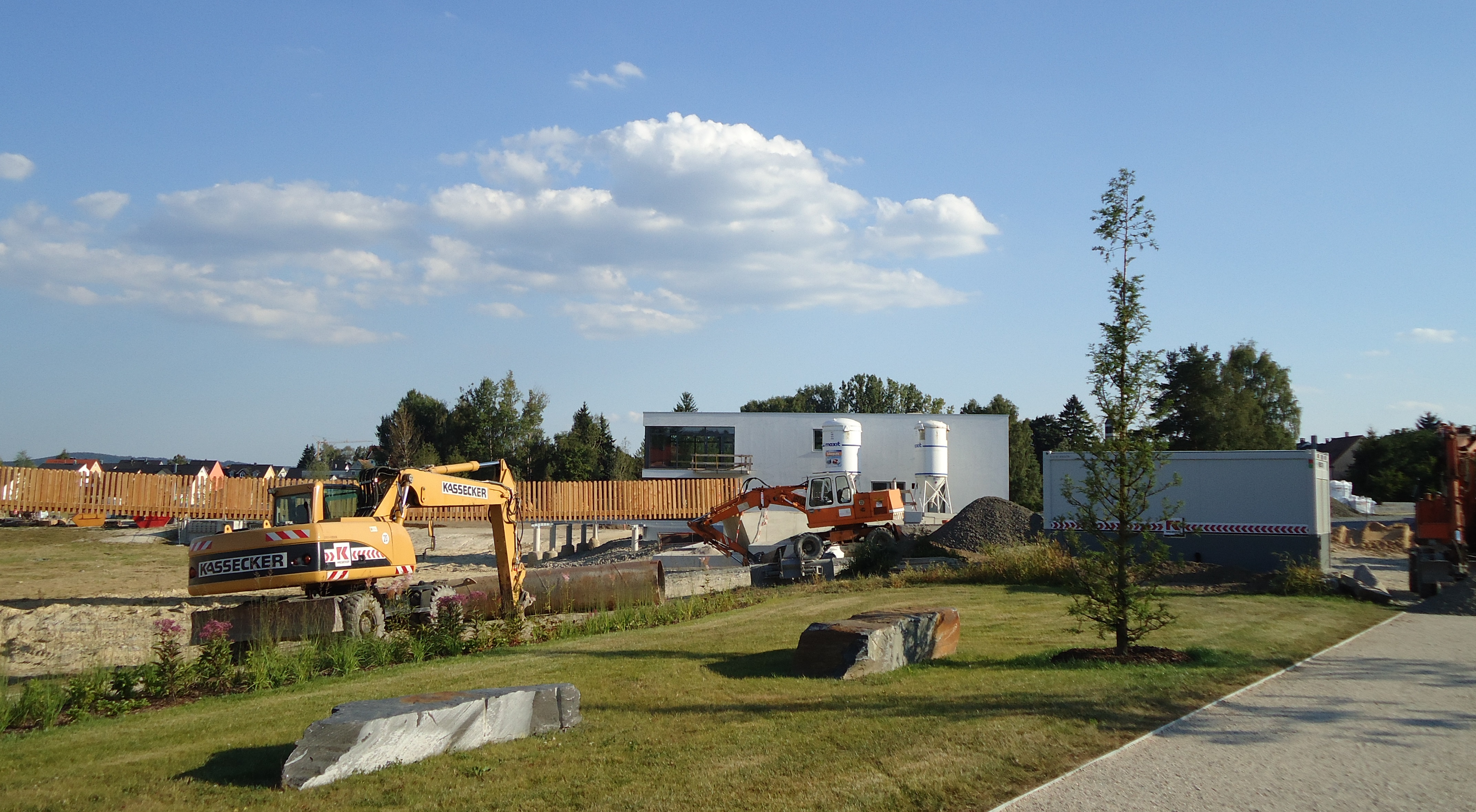
Bauarbeiten auf dem Gartenschaugelände 2012

Die ersten Arbeiten am Gelände begannen gegen Ende 2010 mit Rodungsmaßnahmen am Netzbach und dem Entfernen der Alleebäume entlang der ehemaligen Straße nach Lohnsitz, die dem neuen Stadtteich weichen musste. Die ersten baulichen Maßnahmen zum Anlegen des neuen Stadtteiches wurden Mitte 2011 getätigt, indem 130.000 Kubikmeter Erdreich abgetragen und der Netzbach in den Mühlbach eingeleitet wurde. In der Mitte des Teiches wurde ein Überlaufwehr errichtet, das den Teich in zwei Teile mit unterschiedlich hohen Wasserständen teilt. Dies war nötig, damit einerseits die Fischhofbrücke in ausreichender Tiefe im Wasser steht, andererseits die Wohnbebauung am westlichen Teichende in ausreichender Entfernung vom Wasser liegt. Der obere Teil des Teichbeckens mit der Fischhofbrücke wurde Ende August 2011 geflutet. Der untere Bereich des Stadtteiches wurde erst 2012, nach der Fertigstellung der Spannbandbrücke, mit Wasser gefüllt.
Auf dem Gelände der ehemaligen Brauerei Schels, deren Betriebsgebäude abgerissen wurde, wurde 2011 mit dem Bau des Hotels und des Restaurants mit Seeterrasse begonnen, die von einem privaten Investor aus Nordrhein-Westfalen betrieben werden. Die Investitionen für den Gebäudekomplex beliefen sich auf rund vier Millionen Euro.
Aus dem Architektenwettbewerb für die Spannbandbrücke, die vom Platz am See hinüber zum Fischhof führt, ging das Berliner Büro Annabau Architektur und Landschaft als Sieger hervor. Das ausführende Bauunternehmen Franz Kassecker begann im Oktober 2011 mit den Arbeiten für die Brücke, die auf einer Länge von rund 88 Metern von nur zwei Spannbändern getragen wird. Die Kosten für das 2012 fertiggestellte Bauwerk beliefen sich auf rund 1,3 Millionen Euro.
In dem 20 Hektar großen Gartenschaugelände wurden insgesamt 250 Bäume, 7.500 Sträucher, 25.000 Stauden, 20.000 Sommerblumen und 10.000 Blumenzwiebeln gepflanzt sowie 50.000 Quadratmeter Rasen und Wiesen und weitere 6.000 Quadratmeter Blumenwiesen angelegt.

## Konzept

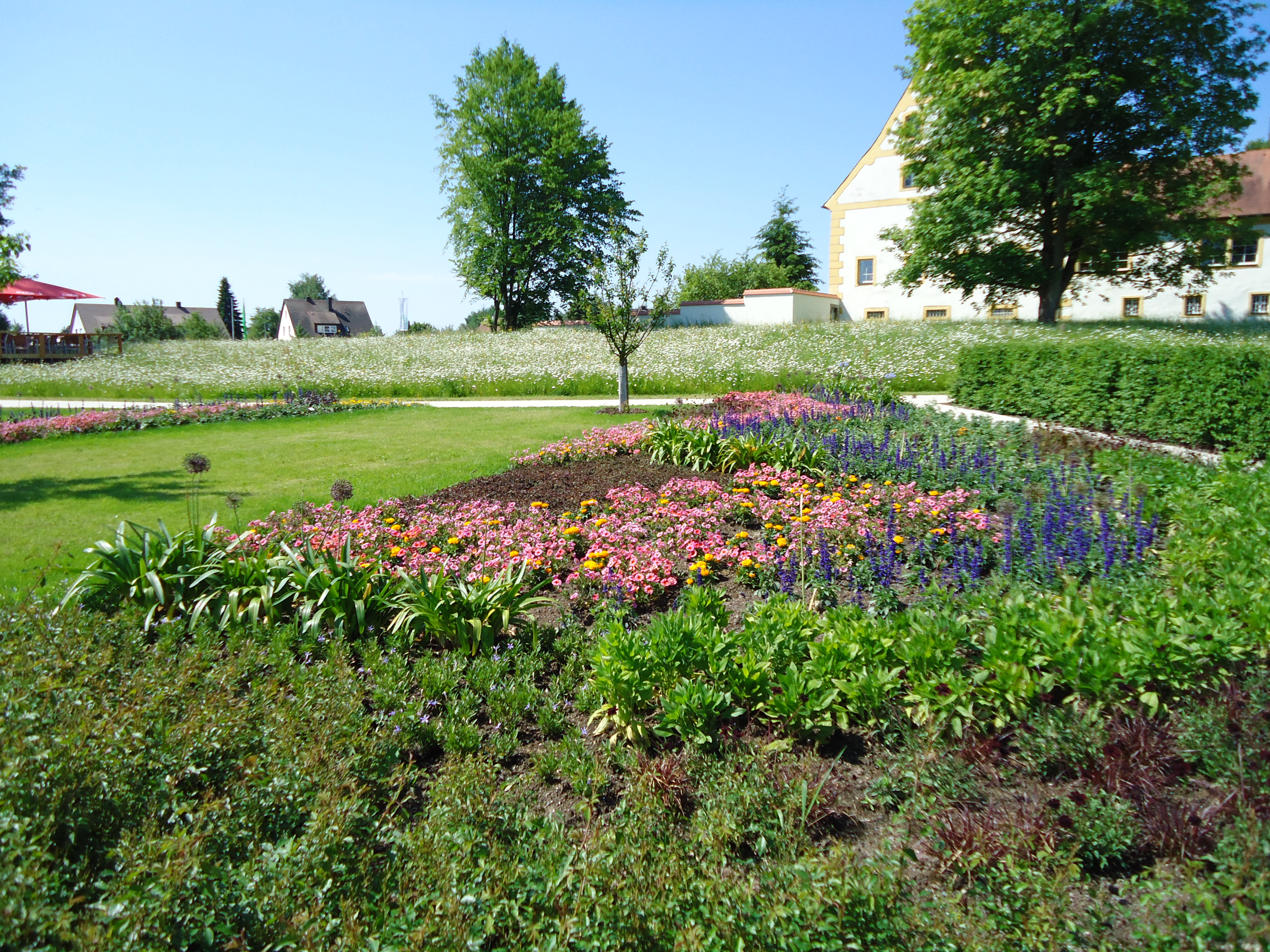
Sommerflor neben dem Fischhof

Im Zentrum der Gartenschau „Natur in Tirschenreuth“ stand der rund sechs Hektar große Stadtteich östlich der Tirschenreuther Altstadt. Um den Teich führt ein Rundweg. Mit der teilweisen Wiederanlage dieses Stadtteiches, der vor über 200 Jahren trockengelegt worden war, führt die Fischhofbrücke nicht mehr über eine Wiese, sondern wieder über ein Gewässer zur Fischhofinsel. Diese bildet zusammen mit der Fischhofbrücke den Mittelpunkt des neuen Seeparks. Rund um den Fischhof, der das Amtsgericht Tirschenreuth beherbergt, wurde ein Gartenband angelegt, in dem in einer Blumenwiese Obstbäumestehen. Durch eine Hecke aus Blütensträuchern ist das Gelände von der Straße und der Wohnbebauung abgeschirmt, um den Inselcharakter zu betonen.
Der zentrale Eingangsbereich zur Gartenschau war der Platz am See als Übergang von der Altstadt zum Gartenschaugelände. Er liegt direkt am Stadtteich; Sitzstufen bieten einen direkten Zugang zum Wasser. An dem Platz befindet sich das sogenannte Haus am Teich, das als Bestandteil des Museumsquartiers drei Aquarien mit heimischen Fischen enthält und Einblicke in die Teichwirtschaft im Stiftland gibt. Daneben stehen das Hotel Seenario und ein Restaurant mit Seeterrasse am Platz am See.

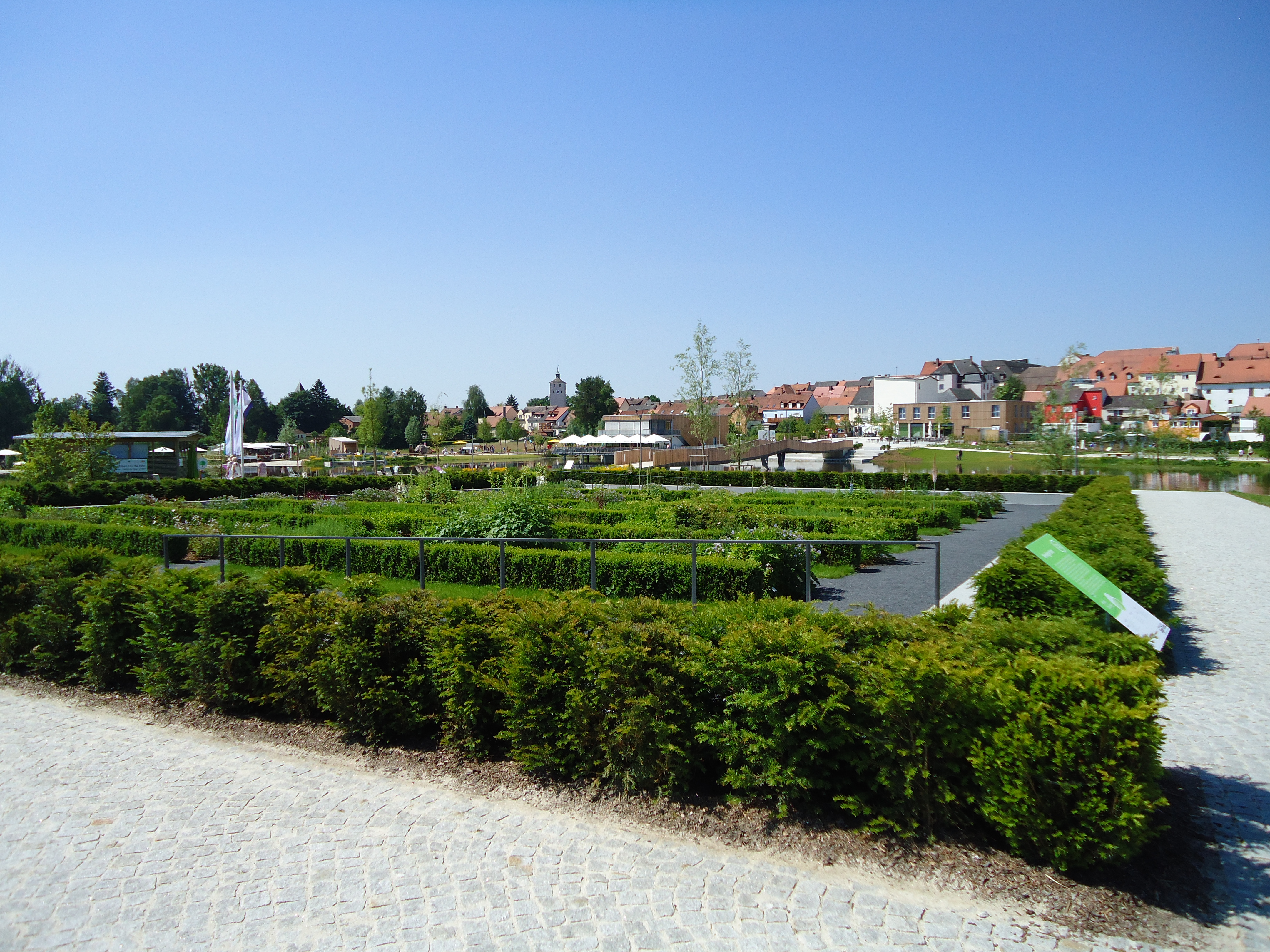
Senkgarten

Die drei Partnerstädte Tirschenreuths waren jeweils mit eigenen Ständen auf der Veranstaltung „Natur in Tirschenreuth“ vertreten. Der Stand von Planá u Mariánských Lázní befand sich im südlichen Bereich des Geländes, die französische Partnerstadt La Ville-du-Bois präsentierte sich im nördlichen Bereich. Die Stadt Lauf an der Pegnitz schenkte Tirschenreuth anlässlich der Gartenschau die Skulptur Pegnitz-Mühle, die an die zahlreichen Mühlen in Lauf erinnern soll.
Ein Übergang vom Platz am See zum Fischhof wurde durch eine neue Spannbandbrücke geschaffen. Sie überquert auf einer Länge von 70 Metern den südlichen Teil des Stadtteiches. Im Dezember 2012 stimmte der Stadtrat dafür, die Brücke nach dem Tirschenreuther Historiker Max Gleißner zu benennen.
Auf dem Gelände am Rundweg um den Stadtteich befanden sich fünf Pavillons, die sich verschiedenen regionalen Themen widmeten und als Standorte für Besucherinformationen sowie als Ruhe- und Aussichtsplätze dienten. Der Naturpavillon Bayern Arche – Vielfalt der Natur erhalten beschrieb die heimische Tier- und Pflanzenwelt in Bayern, im Pavillon Sakrale Landschaft wurde auf die sakralen Sehenswürdigkeiten des Landkreises Tirschenreuth eingegangen und der Pavillon Oberpfälzer Wald thematisierte den Oberpfälzer Wald mit dem Bundesnaturschutzprojekt Waldnaabaue und dem Vogelparadies Bruchwald. In den beiden anderen Pavillons wurden Informationen über die Störche und die Forstwirtschaft präsentiert.
Die beiden großen Grünanlagen der Schau waren der Senkgarten und die Stadtgärten. Der sogenannte Senkgarten neben dem Fischhof ist in seinem formalen Grundriss an einen Klostergarten angelehnt; die Platzmitte des Gartens ist um rund 50 Zentimeter abgesenkt. Die am westlichen Uferpark angelegten Stadtgärten definieren den Übergang von der Stadt zum Park.

## Marketing
Für Besucher der von zahlreichen Sponsoren unterstützten Veranstaltung wurde für die Dauer der Veranstaltung eine direkte Busverbindung von Nürnberg über Lauf an der Pegnitz, Hersbruck und Amberg eingerichtet. Da Tirschenreuth keinen Bahnhof mehr besitzt, wurden Zugreisende von den Bahnhöfen in Wiesau und Marktredwitz in Zusammenarbeit mit der Vogtlandbahn und dem „Alex“ mit Shuttlebussen nach Tirschenreuth gebracht.
Am 28. Mai 2013 wurde von Tirschenreuths Erstem Bürgermeister Franz Stahl im Beisein von Nürnbergs ehrenamtlichem Stadtrat Arif Tasdelen und der Geschäftsführerin der Europäischen Metropolregion Nürnberg, Christa Standecker, eine Flagge der Gartenschau vor dem Nürnberger Hauptbahnhof gehisst, die an dem hochfrequentierten Standort Blickpunkt und Botschafter der Gartenschaustadt Tirschenreuth sein sollte.
Anlässlich der Gartenschau „Natur in Tirschenreuth“ brachte die Deutsche Post einen Sonderstempel heraus. Dieser zeigte das Logo der Gartenschau und war am 1. und 2. Juni am Stand der Deutschen Post auf dem Gartenschaugelände erhältlich.
Das Logo von „Natur in Tirschenreuth“ wurde als Ergebnis eines Wettbewerbs bereits im Januar 2011 vorgestellt. Abgeleitet ist es von einem Seerosenblatt, dessen Farben die drei Themenbereiche Erholung, Inspiration und Abenteuer darstellen sollen.

## Kosten
Während der Planungsphase Mitte 2009 wurden die Gesamtkosten für das Vorhaben auf insgesamt 6,4 Millionen Euro beziffert, von denen die Stadt Tirschenreuth in etwa 4,9 Millionen Euro hätte selbst aufbringen müssen. Im März 2010 betrugen die kalkulierten Kosten im Investitionshaushalt rund 7,8 Millionen Euro und die Kosten im Bereich Stadtentwicklung circa 5,2 Millionen Euro.
Der Investitionshaushalt der regionalen Gartenschau „Natur in Tirschenreuth“ betrug rund 7,1 Millionen Euro. Davon trugen das Bayerische Staatsministerium für Umwelt und Gesundheit 1,6 Millionen Euro bei und nochmals 1,0 Millionen Euro erhielt die Stadt aus Fördermitteln der Europäischen Union durch den Europäischen Fonds für regionale Entwicklung und Investition in ihre Zukunft. Weitere 240.000 Euro wurden durch den Europäischen Fischereifond beigesteuert und 265.000 erhielt das Projekt durch das LEADER-Programm der Europäischen Union. Der Landesfischereiverband Bayern e. V. beteiligte sich mit rund 15.000 Euro an der Gartenschau „Natur in Tirschenreuth“. Für den Durchführungshaushalt wurden von den Organisatoren 3,5 Millionen Euro veranschlagt, die durch das Bayerische Staatsministerium für Ernährung, Landwirtschaft und Forsten mit 25.000 Euro gefördert wurden.
Die Investitionen Stadt Tirschenreuth im Rahmen der Gartenschau beliefen sich auf 6,14 Millionen Euro Baukosten, die mit 2,87 Millionen Euro aus dem Städtebauförderungsprogramm „Stadtumbau West“ der Bundesrepublik Deutschland sowie den Freistaat Bayern und durch den Europäischen Fonds für regionale Entwicklung gefördert wurden.